# 4MV

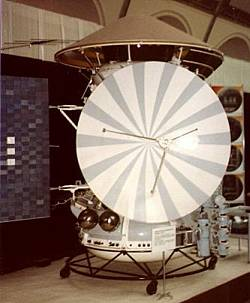
M-73 - 3MP型

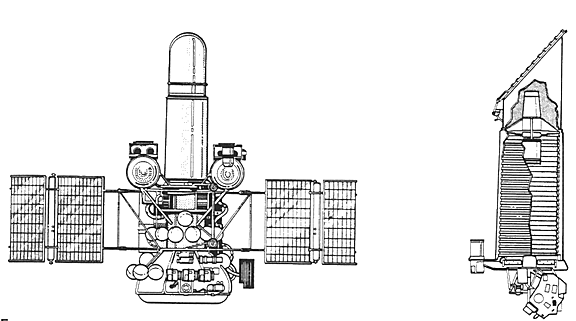
阿斯特隆空间紫外线望远镜

4MV行星探测器，全称第四代火星-金星探测器，为前苏联无人火星和金星探测器的通用设计名，属于早期3MV型探测器的渐进改进版，主要用作火星4至7号以及金星9至16号探测器，部分环地球轨道运行的卫星也采用了相同的设计平台。
 

## 设计
该探测器平台高2.8米，两翼太阳能板跨度为6.7米，平台中间部分直径约1米，内含推进剂，主引擎（KRD-425A）被底部直径为2.35米的锥形仪器舱所包围。
 

## 变型
- 火星 '''M-69：M-69 s/n 521, M-69 s/n 522
- 火星 M-71|3MS：宇宙419号 (M-71|3MS s/n 170), 火星2号 (M-71 s/n 171), 火星3号 (M-71 s/n 172)
- 预报号：预报1至9号、国际宇宙天文卫星23号
- 火星M-73|3MS|3MP：火星4号 (M-73|3MS s/n 52S)、火星5号 (M-73|3MS s/n 53S), 火星6号 (M-73|3MP s/n 50P)、火星7号 (M-73|3MP s/n 51P)；
- 金星4V-1：金星9号 (4V-1 s/n 660)、金星10号 (4V-1 s/n 661)、金星11号 (4V-1 s/n 360)、金星12号 (4V-1 s/n 361)、金星13号 (4V-1 s/n 760)、金星14号 (4V-1 s/n 761)；
- 阿斯特隆'：阿斯特隆卫星
- 金星 4V-2：金星15号 (4V-2 s/n 860)、金星16号 (4V-2 s/n 861)
- 格拉纳特：格拉纳特卫星(研究宇宙伽马射线)